# Малинная улица
Мали́нная у́лица — улица в городе Зеленогорске Курортного района Санкт-Петербурга. Проходит от Приморского шоссе до Финского залива.
Наименование дано после войны и связано с местным признаком (см. также Берёзовая улица).
В настоящее время Малинная улица проходит по территории Зеленогорского парка культуры и отдыха и является его аллеей. Её трасса входит в границы земельного участка, сформированного «для рекреационных целей».
В начале Малинной улицы, на границе с Золотым пляжем (дома № 1 и 1а), прежде стояли два одноэтажных кафе. Их снесли, а взамен построили четырехэтажные здания (на сайте риелторов здания назывались «жилым комплексом „Белые Дюны“» с «апартаментами площадью от 43,6 м² со свободной планировкой и выбором вида из окна: залив или парк»). В 2012 году власти Санкт-Петербурга признали их самовольными постройками. Однако в результате мирового соглашения с ООО «Териоки» было принято решение легализовать здания, понизив высоту одного из них — № 1а — на один этаж. Снос четвертого этажа состоялся в первой половине 2015 года. В декабре 2015 года стало известно, что 1а будет полностью снесен, а дом 1 узаконят с понижением высоты до двух этажей и уменьшением объемов.
После 2017 года на Малинной улице на месте эстрады и танцплощадки перед ней планируется построить киноконцертный комплекс. Это будет прямоугольное в плане здание с внутренним двором.